# ヌエバ・ロハ
ヌエバ・ロハ（西: Nueva Loja）は、エクアドルの都市。ラゴ・アグリオ（Lago Agrio）とも呼ばれる。スクンビオス県とラゴ・アグリオ郡の中心都市で、1960年代に米石油大手、テキサコのベースキャンプとして建設された、同社の企業城下町。現在も石油採掘の点で重要視されている。人口は1995年で1万9262人、2009年で2万6004人（いずれも推計）。
州中部のアマゾン熱帯雨林に位置する、エクアドル北部の最重要都市のひとつ。第一次入植者の多くが同国南部のロハの出身だったことにちなみ名付けられた。
一帯では多くの生態学的問題が発生している。環境悪化により熱帯雨林が姿を消しており、石油による汚染も深刻である。

## 出身者
- アントニオ・バレンシア - サッカー選手
- フィデル・マルティネス - サッカー選手